# Babbel
Babbel è una piattaforma online per l'apprendimento delle lingue. Creata nel 2007 da Markus Witte e Thomas Holl, è stata lanciata nel gennaio 2008 prima come beta, poi come release definitiva. Nel 2018 Babbel ha raggiunto il milione di iscrizioni.
Il sito è operato da Lesson Nine GmbH. Il servizio è disponibile in tedesco, italiano, inglese britannico e americano, francese, polacco, portoghese (brasiliano), spagnolo, svedese e ucraino, partendo dalle quali è possibile imparare quattordici lingue, ovvero danese, francese, indonesiano, inglese, italiano, norvegese, olandese, polacco, portoghese (brasiliano), russo, spagnolo, svedese, tedesco e turco.

## Etimologia
La parola babbel viene dall'imperativo del verbo babbeln, che in olandese significa "chattare"; è inoltre un riferimento alla leggendaria Torre di Babele (derivante dall'ebraico לבלבל bālal, "confondere"), nonché omofono dell'inglese babble, che significa "parlare tanto e incomprensibilmente".

## Modalità di apprendimento
Babbel è una piattaforma web a pagamento (attraverso abbonamenti, mensili, trimestrali, semestrali o annuali) disponibile anche come app su App Store e Play Store, che offre l'insegnamento di quattordici lingue.
I corsi, sviluppati da più di 100 esperti fra educatori e linguisti, sono divisi per livello di apprendimento, che vanno dal principiante (livello A1 del CEFR) fino all'avanzato (livello B2+). Sono inoltre disponibili corsi specifici per argomenti quali i dialetti, lo slang o l'ambito aziendale.
A seconda della lingua di partenza, non tutte le lingue da apprendere sono disponibili; per esempio, lo spagnolo nella variante latinoamericana può essere appreso solo se si parte da una base di inglese americano, mentre partendo dal polacco si possono imparare solo inglese e tedesco, e partendo dall'ucraino si possono imparare solo inglese, polacco e tedesco. Inoltre, alcune lingue sono disponibili solo in parte; per esempio, lo svedese appreso a partire dall'inglese è più approfondito e presenta più corsi rispetto a quello appreso partendo dall'italiano.

## Accoglienza
Babbel ha ricevuto critiche positive. PC Magazine da 3.5 stelle su 5, definendolo la migliore piattaforma e-elearning per le lingue in circolazione.
Ha inoltre vinto il premio EMEA nel 2009, i premi Comenius EduMedia Seal e Erasmus EuroMedia Seal of Approval nel 2011, e i premi digita 2013 e Innovate 4 Society al CeBIT del 2013.